# Compsoctena agria
Compsoctena agria är en fjärilsart som beskrevs av Edward Meyrick 1909. Compsoctena agria ingår i släktet Compsoctena och familjen Eriocottidae. Inga underarter finns listade i Catalogue of Life.